# O holder Tag, erwünschte Zeit
O holder Tag, erwünschte Zeit, (Ô, jour propice, temps favorables) (BWV 210), est une cantate profane de Johann Sebastian Bach composée à Leipzig pour soprano solo à l'occasion d'un mariage et jouée pour la première fois entre mai 1738 et l'automne 1741.

## Histoire et livret
Bach écrivit la cantate pour un mariage ; les spécialistes suggèrent différentes possibilités. Werner Neumann mentionne le mariage de Anna Regina Bose et Friedrich Heinrich Graf (3 avril 1742) et celui de Christina Sibylla Bose et Johann Zacharias Richter (6 février 1744), Herrmann von Hase suggère le mariage de Johanna Catharina Amalie Schatz et Friedrich Gottlob Zoller (11 août 1746). Selon Michael Maul, la cantate célébrait le mariage du conseiller de court prussien Georg E. Stahl (1741). Le texte de la cantate, d'un auteur inconnu, laisse à penser qu'il pouvait s'agir d'un personnage influent qui appréciait la musique. Les parties de soprano et de continuo sont écrites en exquises calligraphies, probablement un cadeau pour le couple. Les mots se concentrent sur la relation de la musique et de l'amour entre époux et se terminent en éloges du promis mélomane.
Il est possible que la cantate ait été jouée au moins deux fois.

## Structure et instrumentation
Bach a intitulé l’œuvre, « Cantata a Voce sola ».
La cantate est écrite pour soprano soliste, flûte traversière, hautbois d'amour, deux violons, alto et clavecin continuo.
Il y a 10 mouvements :
1. récitatif : O holder Tag, erwünschte Zeit
2. aria (hautbois d'amour, cordes) : Spielet, ihr beseelten Lieder
3. récitatif : Doch, haltet ein, ihr muntern Saiten
4. aria (hautbois, violon) : Ruhet hie, matte Töne
5. récitatif : So glaubt man denn, dass die Musik verführe
6. aria (flûte) : Schweigt, ihr Flöten, schweigt, ihr Töne
7. Recitatif : Was Luft? was Grab?
8. Aria (hautbois d'amour, 2 violons) : Großer Gönner, dein Vergnügen
9. Recitatif  (flûte, hautbois d'amour, cordes) : Hochteurer Mann, so fahre ferner fort
10. Aria : Seid beglückt

## Musique
Bach utilisa des éléments d'une « Huldigungskantate » (cantate hommage), O angenehme Melodei (Ô, plaisante mélodie), BWV 210a pour toutes les arias, le premier récitatif et des parties du dernier récitatif. Alexander Ferdinand Grychtolik (en) a édité une reconstruction de la cantate d'hommage perdue fondée sur la cantate de mariage publiée aux éditions Güntersberg. La musique est exigeante, spécialement pour la soprano et le flûtiste. Les mouvements bénéficient d'une instrumentation à chaque fois différente pour assurer la variété malgré une seule voix soliste. Les aria exposent une dynamique « decrescendo»  (Alfred Dürr), une diminution du nombre d'instruments vers le milieu de Schweigt, ihr Flöten, schweigt, ihr Töne, dans lequel les voix correspondent à la flûte comme dans un duo. Les arias suivantes sont indiquées « crescendo » jusqu'au dernier mouvement festif. Tandis que tous les récitatifs sont secco, le dernier est accompagné de figurations à la flûte et au hautbois d'amour et de longs accords des cordes.